# Ophiophthirius actinometrae
Ophiophthirius actinometrae är en ormstjärneart som beskrevs av Döderlein 1898. Ophiophthirius actinometrae ingår i släktet Ophiophthirius och familjen Ophiothrichidae. Inga underarter finns listade i Catalogue of Life.